# Goran Suton
Goran Suton   (Sarajevo, 11 d'agost de 1985) és un jugador de bàsquet croat que juga en la posició d'aler pivot.

## Carrera esportiva
De pare croat i mare sèrbia, va créixer a Bòsnia excepte durant la guerra, durant la qual va residir a Sèrbia. Posteriorment va anar a estudiar a Michigan, als EUA, on es va formar com a jugador.
A l'acabar la seva formació en la Universitat Estatal de Michigan el 2009, fou draftejat amb el número 50 i fou escollit pels Utah Jazz, però fou tallat durant la pretemporada. Va ser a la lliga russa on va començar la seva carrera professional, concretament en l'Spartak Sant Petersburg, el novembre del 2009. La temporada següent va jugar al modest equip italià del Biela i va tornar al seu país la temporada 2011-12 per jugar al Cibona primer, i al Cedevita els dos anys posteriors.
El 15 d'agost de 2014 es va fer públic el seu fitxatge pel el FIATC Joventut de la lliga ACB, on s'hi va estar fins a finalitzar la temporada 2015-16. La temporada 2016-17 va fitxar pel Movistar Estudiantes.

## Títols
- 2 lligues (Cibona 2011-12 i Cedevita 2013-14)
- 1 copa (Cedevita 2013-14)